# San Gregorio nelle Alpi
San Gregorio nelle Alpi es una localidad y comune italiana de la provincia de Belluno, región de Véneto, con 1.578 habitantes.

## Evolución demográfica
| Gráfica de evolución demográfica de San Gregorio nelle Alpi entre 1861 y 2001 |
|                                                                               |
| Fuente ISTAT - elaboración gráfica de Wikipedia                               |